# 上阿萊格雷帕雷西斯

上阿萊格雷帕雷西斯的旗幟

12°07′40″S 61°51′03″W / 12.12778°S 61.85083°W
上阿萊格雷帕雷西斯（葡萄牙語：Alto Alegre dos Parecis），是巴西的城鎮，位於該國西北部，由朗多尼亞州負責管轄，始建於1994年6月22日，面積3,958平方公里，海拔高度405米，2013年人口12,816，人口密度每平方公里3.24人。